# 久世番子
久世番子（1977年12月5日—），日本漫畫家。愛知縣東海市出身。

## 作品
- 深宮戀語、全7冊、原名《パレス・メイヂ（日语：パレス・メイヂ）》
- 無微不至的番子
- 異想天開的日子、全1冊
- 我血管裡所流的是墨水喲、全1冊
- 暴坊書店小姐、全3冊、原名《暴れん坊本屋さん（日语：暴れん坊本屋さん）》
- 雙子的夏日回憶、全1冊、原名
- imp!異星貝比、 全1冊、原名《imp!》

## 外部連結
- 番子帖 （页面存档备份，存于）（日語）
- 久世番子的X（前Twitter）（日語）